# Rusalivka, Mankivka
Rusalivka (în ucraineană Русалівка) este o comună în raionul Mankivka, regiunea Cerkasî, Ucraina, formată numai din satul de reședință.

## Demografie
Componența lingvistică a comunei Rusalivka
     Ucraineană (99,32%)
     Alte limbi (0,54%)
Conform recensământului din 2001, majoritatea populației comunei Rusalivka era vorbitoare de ucraineană (99,32%), existând în minoritate și vorbitori de alte limbi.

## Legături externe
- pl Rusałówka în Dicționarul geografic al Regatului Poloniei și al altor țări slave, volum X (Rukszenice — Sochaczew) 1889

- pl Rusałówka în Dicționarul geografic al Regatului Poloniei și al altor țări slave, volum XV, p. 2 (Januszpol — Wola Justowska)1902